# تاوس (نيومكسيكو)
تاوس (بالإنجليزية: Taos town, New Mexico)‏ هي بلدة تقع بولاية نيومكسيكو في الولايات المتحدة. تبلغ مساحتها 15.56 كم2، وترتفع عن سطح البحر 2124 م، بلغ عدد سكانها 5,716 نسمة في عام 2010 حسب إحصاء مكتب تعداد الولايات المتحدة وتصل الكثافة السكانية فيها 367.4 نسمة لكل كيلومتر مربع (951.6/ميل2).

## التركيبة السكانية
حدّد مكتب تعداد الولايات المتحدة بيانات التركيبة السكانية لتاوس في تعداد الولايات المتحدة. في ما يلي، التركيبة السكانية حسب تعدادي 2000 و2010.

### تعداد عام 2000
بلغ عدد سكان تاوس 4,700 نسمة بحسب تعداد عام 2000، وبلغ عدد الأسر 2,067 أسرة وعدد العائلات 1,157 عائلة مقيمة في البلدة. في حين سجلت الكثافة السكانية 302.1 نسمة لكل كيلومتر مربع (782.4/ميل2). وبلغ عدد الوحدات السكنية 2,466 وحدة بمتوسط كثافة قدره 158.5 لكل كيلومتر مربع (410.5/ميل2).
وتوزع التركيب العرقي للبلدة بنسبة 68.04% من البيض و0.53% من الأمريكيين الأفارقة و4.11% من الأمريكيين الأصليين و0.62% من الأمريكيين ذوي الأصول الآسيوية و0.11% من سكان جزر المحيط الهادئ و21.66% من الأعراق الأخرى و4.94% من عرقين مختلطين أو أكثر و54.34% من الهسبانيون أو اللاتينيون من أي عرق.
بلغ عدد الأسر 2,067 أسرة كانت نسبة 29.8% منها لديها أطفال تحت سن الثامنة عشر تعيش معهم، وبلغت نسبة الأزواج القاطنين مع بعضهم البعض 34.7% من أصل المجموع الكلي للأسر، ونسبة 16.2% من الأسر كان لديها معيلات من الإناث دون وجود شريك، بينما كانت نسبة 5% من الأسر لديها معيلون من الذكور دون وجود شريكة وكانت نسبة 44% من غير العائلات. تألفت نسبة 37.3% من أصل جميع الأسر من عدة أفراد يعيشون في نفس المنزل ونسبة 12.1% كانت تتألف من شخص يعيش بمفرده يبلغ من العمر 65 عاماً أو أكثر. وبلغ متوسط حجم الأسرة المعيشية 2.18، أما متوسط حجم العائلات فبلغ 2.87.
بلغ العمر الوسطي للسكان 41.1 عاماً. وكانت نسبة 22.8% من القاطنين تحت سن الثامنة عشر، وكانت نسبة 6.5% بين الثامنة عشر والرابعة والعشرين عاماً، ونسبة 26% كانت واقعةً في الفئة العمرية ما بين الخامسة والعشرين والرابعة والأربعين عاماً، ونسبة 27.4% كانت ما بين الخامسة والأربعين والرابعة والستين، ونسبة 13.4% كانت ضمن فئة الخامسة والستين عاماً فما فوق. يوجد لكل 100 أنثى 85.1 ذكر، ويوجد لكل 100 أنثى في الثامنة عشر من عمرها فما فوق 81.6 ذكر.
بلغ متوسط دخل الأسرة في البلدة 25,016 دولارًا، أما متوسط دخل العائلة فبلغ 33,564 دولارًا. وكان متوسط دخل الذكور 27,683 دولارًا مقابل 23,326 دولارًا للإناث. وسجل دخل الفرد الخاص بالبلدة 15,983 دولارًا. وكانت نسبة 17.9% من العائلات ونسبة 23.1% من السكان تحت خط الفقر، وكان من هؤلاء نسبة 27.2% تحت سن الثامنة عشر ونسبة 24.4% في الخامسة والستين من العمر وما فوق.

### تعداد عام 2010
بلغ عدد سكان تاوس 5,716 نسمة بحسب تعداد عام 2010، وبلغ عدد الأسر 2,672 أسرة وعدد العائلات 1,353 عائلة مقيمة في البلدة. في حين سجلت الكثافة السكانية 367.4 نسمة لكل كيلومتر مربع (951.6/ميل2). وبلغ عدد الوحدات السكنية 3,318 وحدة بمتوسط كثافة قدره 213.2 لكل كيلومتر مربع (552.2/ميل2).
وتوزع التركيب العرقي للبلدة بنسبة 71.10% من البيض و0.68% من الأمريكيين الأفارقة و5.32% من الأمريكيين الأصليين و0.96% من الأمريكيين ذوي الأصول الآسيوية و0.02% من سكان جزر المحيط الهادئ و16.48% من الأعراق الأخرى و5.44% من عرقين مختلطين أو أكثر و51.94% من الهسبانيون أو اللاتينيون من أي عرق.
بلغ عدد الأسر 2,672 أسرة كانت نسبة 26.4% منها لديها أطفال تحت سن الثامنة عشر تعيش معهم، وبلغت نسبة الأزواج القاطنين مع بعضهم البعض 29.2% من أصل المجموع الكلي للأسر، ونسبة 15.5% من الأسر كان لديها معيلات من الإناث دون وجود شريك، بينما كانت نسبة 5.9% من الأسر لديها معيلون من الذكور دون وجود شريكة وكانت نسبة 49.4% من غير العائلات. تألفت نسبة 42.4% من أصل جميع الأسر من عدة أفراد يعيشون في نفس المنزل ونسبة 15.2% كانت تتألف من شخص يعيش بمفرده يبلغ من العمر 65 عاماً أو أكثر. وبلغ متوسط حجم الأسرة المعيشية 2.07، أما متوسط حجم العائلات فبلغ 2.82.
بلغ العمر الوسطي للسكان 44.0 عاماً. وكانت نسبة 21.1% من القاطنين تحت سن الثامنة عشر، وكانت نسبة 7.8% بين الثامنة عشر والرابعة والعشرين عاماً، ونسبة 22.2% كانت واقعةً في الفئة العمرية ما بين الخامسة والعشرين والرابعة والأربعين عاماً، ونسبة 29.9% كانت ما بين الخامسة والأربعين والرابعة والستين، ونسبة 19% كانت ضمن فئة الخامسة والستين عاماً فما فوق. وتوزع التركيب الجنسي للسكان بنسبة 46.2% ذكور و53.8% إناث.

## وصلات خارجية
- الموقع الرسمي